# Antígona (mare de Berenice I)
Antígona (en grec antic Ἀντιγόνη) era una dona noble de Macedònia, filla de Cassandre, el germà d'Antípater.
Va ser la segona esposa de Lagos, i la mare de Berenice que es va casar amb Filip de Macedònia i després amb el seu germanastre Ptolemeu I Soter.